# Кагадеев, Сергей Владимирович
Серге́й Влади́мирович Кагаде́ев (сценические псевдонимы: Хафизулла Единбекович Сагитдулов, Leopard; 20 октября 1964, Рыбное, Рязанская область — 9 сентября 2014, Санкт-Петербург) — советский и российский рок-музыкант, певец, актёр, телеведущий, продюсер, фронтмэн группы «НОМ», создатель групп «НОМ-Евро», «Klovo», «Perfokarti», участник группы «Won James Won».

## Биография
Окончил Физико-металлургический факультет Ленинградского политехнического института им М.И. Калинина в 1987 году.
Солист и фронтмен группы «НОМ» в 1987—1997 годах.
Вокал Кагадеева отличается широким диапазоном. Является автором ряда песен. В 1997 году ушёл из группы, создав альтернативный проект и записав альбом «EURO». После распада «Евро-НОМ» в 2001 году был продюсером телепередач «SHIT-парад» (MTV), «Естественный отбор» (РЕН), «Территория призраков» (ДТВ), ведущим телепередач «Объектив» (Первый канал), «Невероятное космическое надувательство» (РЕН), «Честные истории майора Кабанова» (ДТВ) и др.
В 2006 году вернулся в группу «НОМ», в которой принимал участие по 2013 год.
В ноябре 2013 года на канале ТНТ стартовал сериал «Незлоб» с участием Кагадеева (производства «Комеди Клаб Продакшн»).
Помимо творческой деятельности Сергей Кагадеев прославился как организатор шокирующих высокотехнологичных массовых шоу.
Последним выступлением Сергея Кагадеева в Москве стала презентация альбома группы Won James Won «Воиня Везумия» 24 мая 2013 в клубе «ArtPlay». 13 июля 2013 года состоялось последнее публичное выступление Сергея — концерт Won James Won в Санкт-Петербурге в клубе «Da Da».
Умер в ночь на 9 сентября 2014 года в Санкт-Петербурге на 50-м году жизни от острой сердечной недостаточности. Похоронен на Кузьминском кладбище в Пушкине.

## Творчество

### Кинофильмы
- Пародист (1995)
- Мания Жизели (1996)
- Железная пята олигархии (1998)
- Ой, мороз, мороз (2005)
- Беларуская быль (2006)
- Звёздный ворс (2011)
- Да и Да (2014)

### Телесериалы
- Незлоб (2013)

### Дискография

#### НОМ EURO
- EURO (1997)
- Мейджун и Лейли (2000)

#### Won James Won
- Tol's Toy (2004)
- Теоретический Актъ (2005)
- Воиня Везумия (2013)

#### PERFOKARTI
- Ни капли! (2008)

#### KLOVO
- KLOVO (2009)